# Raul Meireles
Raul José Trindade Meireles (Porto, 17 marzo 1983) è un ex calciatore portoghese, di ruolo centrocampista.

## Caratteristiche tecniche
Poteva giocare nel ruolo di centrocampista centrale o di centrocampista difensivo. Bravo a muoversi box-to-box e a giocare di prima, era dotato di un ottimo tiro dalla distanza. Bravo nei movimenti senza palla, correva molto e giocava con grande foga agonistica che talvolta lo portava spesso a ricevere sanzioni disciplinari.

## Carriera

### Club
Ha cominciato a giocare da professionista nell'Aves, in patria. In seguito ha militato nel Boavista, squadra di Porto nella quale ha giocato un anno.
All'inizio della stagione 2004-2005 è stato acquistato dall'altro club della città lusitana, il Porto.
Dopo 13 partite nella nuova squadra si è guadagnato la maglia di titolare al centro del centrocampo, affiancando Lucho González.
Nella Champions League 2006-2007 ha realizzato una rete in mezza rovesciata al Chelsea, nella gara di andata degli ottavi di finale finita 1-1.
Il 27 agosto 2010 passa al Liverpool per 10 milioni e mezzo di sterline. Il giocatore ha firmato un contratto quadriennale e ha scelto la maglia numero 4. Segna il suo primo gol contro l'Everton, il 16 gennaio 2011.
Il 31 agosto 2011 si trasferisce a titolo definitivo al Chelsea per 12 milioni di sterline, ritrovando così André Villas-Boas con cui aveva lavorato per un breve periodo ai tempi del Porto. Firma un contratto per quattro stagioni e sceglie la maglia numero 16. Segna il suo primo goal con la squadra londinese in Premier League il 12 dicembre, contro i primi in classifica del Manchester City. Il 19 maggio 2012 vince la Champions League.
Il 3 settembre 2012 viene ceduto al Fenerbahçe per 10 milioni di euro, firmando un contratto valido fino a giugno 2016. Dopo la partita contro il Galatasaray del 16 dicembre, è stato squalificato per 11 giornate con l'accusa di aver sputato all'arbitro; dopo aver rivisto i filmati per sei ore, la commissione disciplinare ha deciso di ridurre la squalifica a 4 giornate poiché lo sputo non è chiaro, ma solo gli insulti lo sono.

### Nazionale

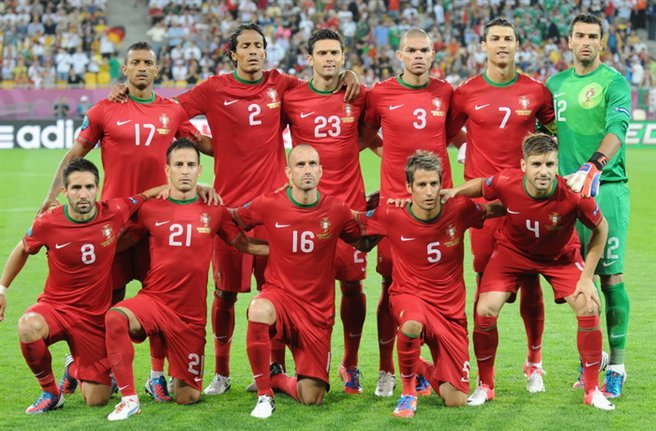
Meireles (il terzo in basso da sinistra) con la nazionale ad Euro 2012.

Nel 1996 Meireles ha vinto l'Europeo Under-16.
Con la nazionale Under-21 ha preso parte ai Giochi olimpici di Atene 2004 e all'Europeo 2004.
Ha fatto il proprio debutto con la nazionale maggiore nel 2006.
Nel 2008 è stato convocato dal CT Scolari per partecipare all'Europeo 2008. Nella seconda partita della rassegna europea (Portogallo-Turchia, 7 giugno) ha siglato la rete del 2-0, primo gol per lui in nazionale.
Al Mondiale di Sudafrica 2010 ha giocato tutte le 4 partite che il Portogallo ha disputato nella manifestazione, essendo stata la nazionale portoghese eliminata agli ottavi, contro la Spagna, partendo sempre titolare e segnando una delle reti nel 7-0 finale con cui il Portogallo ha battuto la Corea del Nord.

## Statistiche

### Presenze e reti nei club
| Stagione          | Squadra           | Campionato        | Campionato | Campionato | Coppe nazionali | Coppe nazionali | Coppe nazionali | Coppe continentali | Coppe continentali | Coppe continentali | Altre coppe | Altre coppe | Altre coppe | Totale | Totale |
| Stagione          | Squadra           | Comp              | Pres       | Reti       | Comp            | Pres            | Reti            | Comp               | Pres               | Reti               | Comp        | Pres        | Reti        | Pres   | Reti   |
| ----------------- | ----------------- | ----------------- | ---------- | ---------- | --------------- | --------------- | --------------- | ------------------ | ------------------ | ------------------ | ----------- | ----------- | ----------- | ------ | ------ |
| 2001-2002         | Aves              | SL                | 16         | 0          | CP              | 0               | 0               | -                  | -                  | -                  | -           | -           | -           | 16     | 0      |
| 2002-2003         | Aves              | SL                | 26         | 1          | CP              | 0               | 0               | -                  | -                  | -                  | -           | -           | -           | 26     | 1      |
| Totale Aves       | Totale Aves       | Totale Aves       | 42         | 1          |                 | 0               | 0               |                    | -                  | -                  |             | -           | -           | 42     | 1      |
| 2003-2004         | Boavista          | PL                | 29         | 0          | CP              | 0               | 0               | -                  | -                  | -                  | -           | -           | -           | 29     | 0      |
| 2004-2005         | Porto             | PL                | 13         | 0          | CP              | 0               | 0               | UCL                | 1                  | 0                  | SP+SU+CInt  | 0+0+0       | 0           | 15     | 0      |
| 2005-2006         | Porto             | PL                | 18         | 2          | CP              | 3               | 0               | UCL                | 1                  | 0                  | -           | -           | -           | 22     | 2      |
| 2006-2007         | Porto             | PL                | 25         | 3          | CP              | 1               | 0               | UCL                | 7                  | 1                  | SP          | 1           | 0           | 34     | 4      |
| 2007-2008         | Porto             | PL                | 28         | 4          | CP+CdL          | 3+0             | 0               | UCL                | 8                  | 0                  | SP          | 1           | 0           | 40     | 4      |
| 2008-2009         | Porto             | PL                | 28         | 4          | CP+CdL          | 4+0             | 1               | UCL                | 10                 | 0                  | SP          | 1           | 0           | 43     | 5      |
| 2009-2010         | Porto             | PL                | 25         | 2          | CP+CdL          | 4+1             | 2+0             | UCL                | 8                  | 0                  | SP          | 1           | 0           | 39     | 4      |
| ago. 2010         | Porto             | PL                | 0          | 0          | CP+CdL          | -               | -               | UEL                | 0                  | 0                  | SP          | 1           | 0           | 1      | 0      |
| Totale Porto      | Totale Porto      | Totale Porto      | 137        | 15         |                 | 16              | 3               |                    | 35                 | 1                  |             | 5           | 0           | 193    | 19     |
| ago. 2010-2011    | Liverpool         | PL                | 33         | 5          | FACup+CdL       | 1+0             | 0               | UEL                | 7                  | 0                  | -           | -           | -           | 41     | 5      |
| ago. 2011         | Liverpool         | PL                | 2          | 0          | FACup+CdL       | 0+1             | 0               | -                  | -                  | -                  | -           | -           | -           | 3      | 0      |
| Totale Liverpool  | Totale Liverpool  | Totale Liverpool  | 35         | 5          |                 | 2               | 0               |                    | 7                  | 0                  |             | -           | -           | 44     | 5      |
| 2011-2012         | Chelsea           | PL                | 28         | 2          | FACup+CdL       | 6+0             | 2               | UCL                | 11                 | 2                  | -           | -           | -           | 45     | 6      |
| ago.-set. 2012    | Chelsea           | PL                | 3          | 0          | FACup+CdL       | -               | -               | UCL                | -                  | -                  | CS+SU+Cmc   | 0+0+0       | 0           | 3      | 0      |
| Totale Chelsea    | Totale Chelsea    | Totale Chelsea    | 31         | 2          |                 | 6               | 2               |                    | 11                 | 2                  |             | 0           | 0           | 48     | 6      |
| set. 2012-2013    | Fenerbahçe        | SL                | 22         | 2          | TK              | 3               | 0               | UEL                | 8                  | 1                  | ST          | -           | -           | 33     | 3      |
| 2013-2014         | Fenerbahçe        | SL                | 20         | 1          | TK              | 0               | 0               | UCL                | 4                  | 1                  | ST          | 0           | 0           | 24     | 2      |
| 2014-2015         | Fenerbahçe        | SL                | 23         | 2          | TK              | 3               | 0               | -                  | -                  | -                  | ST          | 1           | 0           | 27     | 2      |
| 2015-2016         | Fenerbahçe        | SL                | 11         | 1          | TK              | 3               | 0               | UCL+UEL            | 2+5                | 0                  | -           | -           | -           | 21     | 1      |
| Totale Fenerbahçe | Totale Fenerbahçe | Totale Fenerbahçe | 76         | 6          |                 | 9               | 0               |                    | 19                 | 2                  |             | 1           | 0           | 105    | 8      |
| Totale carriera   | Totale carriera   | Totale carriera   | 350        | 29         |                 | 35              | 5               |                    | 72                 | 5                  |             | 6           | 0           | 461    | 39     |

### Cronologia presenze e reti in nazionale
| Cronologia completa delle presenze e delle reti in nazionale ― Portogallo | Cronologia completa delle presenze e delle reti in nazionale ― Portogallo | Cronologia completa delle presenze e delle reti in nazionale ― Portogallo | Cronologia completa delle presenze e delle reti in nazionale ― Portogallo | Cronologia completa delle presenze e delle reti in nazionale ― Portogallo | Cronologia completa delle presenze e delle reti in nazionale ― Portogallo | Cronologia completa delle presenze e delle reti in nazionale ― Portogallo | Cronologia completa delle presenze e delle reti in nazionale ― Portogallo |
| Data                                                                      | Città                                                                     | In casa                                                                   | Risultato                                                                 | Ospiti                                                                    | Competizione                                                              | Reti                                                                      | Note                                                                      |
| ------------------------------------------------------------------------- | ------------------------------------------------------------------------- | ------------------------------------------------------------------------- | ------------------------------------------------------------------------- | ------------------------------------------------------------------------- | ------------------------------------------------------------------------- | ------------------------------------------------------------------------- | ------------------------------------------------------------------------- |
| 15-11-2006                                                                | Coimbra                                                                   | Portogallo                                                                | 3 – 0                                                                     | Kazakistan                                                                | Qual. Euro 2008                                                           | -                                                                         |                                                                           |
| 28-3-2007                                                                 | Belgrado                                                                  | Serbia                                                                    | 1 – 1                                                                     | Portogallo                                                                | Qual. Euro 2008                                                           | -                                                                         | 77’                                                                       |
| 5-6-2007                                                                  | Madinat al-Kuwait                                                         | Kuwait                                                                    | 1 – 1                                                                     | Portogallo                                                                | Amichevole                                                                | -                                                                         |                                                                           |
| 22-8-2007                                                                 | Erevan                                                                    | Armenia                                                                   | 1 – 1                                                                     | Portogallo                                                                | Qual. Euro 2008                                                           | -                                                                         |                                                                           |
| 12-9-2007                                                                 | Lisbona                                                                   | Portogallo                                                                | 1 – 1                                                                     | Serbia                                                                    | Qual. Euro 2008                                                           | -                                                                         | 83’                                                                       |
| 21-11-2007                                                                | Porto                                                                     | Portogallo                                                                | 0 – 0                                                                     | Finlandia                                                                 | Qual. Euro 2008                                                           | -                                                                         | 72’                                                                       |
| 6-2-2008                                                                  | Zurigo                                                                    | Italia                                                                    | 3 – 1                                                                     | Portogallo                                                                | Amichevole                                                                | -                                                                         | 62’                                                                       |
| 26-3-2008                                                                 | Düsseldorf                                                                | Grecia                                                                    | 2 – 1                                                                     | Portogallo                                                                | Amichevole                                                                | -                                                                         | 67’                                                                       |
| 31-5-2008                                                                 | Viseu                                                                     | Portogallo                                                                | 2 – 0                                                                     | Georgia                                                                   | Amichevole                                                                | -                                                                         | 46’                                                                       |
| 7-6-2008                                                                  | Ginevra                                                                   | Portogallo                                                                | 2 – 0                                                                     | Turchia                                                                   | Euro 2008 - 1º turno                                                      | 1                                                                         | 82’                                                                       |
| 15-6-2008                                                                 | Basilea                                                                   | Svizzera                                                                  | 2 – 0                                                                     | Portogallo                                                                | Euro 2008 - 1º turno                                                      | -                                                                         |                                                                           |
| 19-6-2008                                                                 | Basilea                                                                   | Portogallo                                                                | 2 – 3                                                                     | Germania                                                                  | Euro 2008 - Quarti di finale                                              | -                                                                         | 31’                                                                       |
| 20-8-2008                                                                 | Leiria                                                                    | Portogallo                                                                | 5 – 0                                                                     | Fær Øer                                                                   | Amichevole                                                                | -                                                                         | 78’                                                                       |
| 6-9-2008                                                                  | Ta' Qali                                                                  | Malta                                                                     | 0 – 4                                                                     | Portogallo                                                                | Qual. Mondiali 2010                                                       | -                                                                         |                                                                           |
| 10-9-2008                                                                 | Lisbona                                                                   | Portogallo                                                                | 2 – 3                                                                     | Danimarca                                                                 | Qual. Mondiali 2010                                                       | -                                                                         |                                                                           |
| 11-10-2008                                                                | Solna                                                                     | Svezia                                                                    | 0 – 0                                                                     | Portogallo                                                                | Qual. Mondiali 2010                                                       | -                                                                         |                                                                           |
| 15-10-2008                                                                | Braga                                                                     | Portogallo                                                                | 0 – 0                                                                     | Albania                                                                   | Qual. Mondiali 2010                                                       | -                                                                         |                                                                           |
| 19-11-2008                                                                | Gama                                                                      | Brasile                                                                   | 6 – 2                                                                     | Portogallo                                                                | Amichevole                                                                | -                                                                         | 46’                                                                       |
| 11-2-2009                                                                 | Faro                                                                      | Portogallo                                                                | 1 – 0                                                                     | Finlandia                                                                 | Amichevole                                                                | -                                                                         | 46’                                                                       |
| 28-3-2009                                                                 | Porto                                                                     | Portogallo                                                                | 0 – 0                                                                     | Svezia                                                                    | Qual. Mondiali 2010                                                       | -                                                                         |                                                                           |
| 31-3-2009                                                                 | Losanna                                                                   | Portogallo                                                                | 2 – 0                                                                     | Sudafrica                                                                 | Amichevole                                                                | -                                                                         | 57’                                                                       |
| 6-6-2009                                                                  | Tirana                                                                    | Albania                                                                   | 1 – 2                                                                     | Portogallo                                                                | Qual. Mondiali 2010                                                       | -                                                                         | 54’                                                                       |
| 10-6-2009                                                                 | Tallinn                                                                   | Estonia                                                                   | 0 – 0                                                                     | Portogallo                                                                | Amichevole                                                                | -                                                                         | 68’                                                                       |
| 12-8-2009                                                                 | Vaduz                                                                     | Liechtenstein                                                             | 0 – 3                                                                     | Portogallo                                                                | Amichevole                                                                | 1                                                                         |                                                                           |
| 5-9-2009                                                                  | Copenaghen                                                                | Danimarca                                                                 | 1 – 1                                                                     | Portogallo                                                                | Qual. Mondiali 2010                                                       | -                                                                         | 81’                                                                       |
| 9-9-2009                                                                  | Budapest                                                                  | Ungheria                                                                  | 0 – 1                                                                     | Portogallo                                                                | Qual. Mondiali 2010                                                       | -                                                                         |                                                                           |
| 10-10-2009                                                                | Lisbona                                                                   | Portogallo                                                                | 3 – 0                                                                     | Ungheria                                                                  | Qual. Mondiali 2010                                                       | -                                                                         |                                                                           |
| 14-10-2009                                                                | Guimaraes                                                                 | Portogallo                                                                | 4 – 0                                                                     | Malta                                                                     | Qual. Mondiali 2010                                                       | -                                                                         | 62’                                                                       |
| 14-11-2009                                                                | Lisbona                                                                   | Portogallo                                                                | 1 – 0                                                                     | Bosnia ed Erzegovina                                                      | Qual. Mondiali 2010                                                       | -                                                                         |                                                                           |
| 18-11-2009                                                                | Zenica                                                                    | Bosnia ed Erzegovina                                                      | 0 – 1                                                                     | Portogallo                                                                | Qual. Mondiali 2010                                                       | 1                                                                         |                                                                           |
| 3-3-2010                                                                  | Coimbra                                                                   | Portogallo                                                                | 2 – 0                                                                     | Cina                                                                      | Amichevole                                                                | -                                                                         |                                                                           |
| 24-5-2010                                                                 | Covilhã                                                                   | Portogallo                                                                | 0 – 0                                                                     | Capo Verde                                                                | Amichevole                                                                | -                                                                         | 46’                                                                       |
| 1-6-2010                                                                  | Covilhã                                                                   | Portogallo                                                                | 3 – 1                                                                     | Camerun                                                                   | Amichevole                                                                | 2                                                                         |                                                                           |
| 8-6-2010                                                                  | Johannesburg                                                              | Portogallo                                                                | 3 – 0                                                                     | Mozambico                                                                 | Amichevole                                                                | -                                                                         | 61’                                                                       |
| 15-6-2010                                                                 | Port Elizabeth                                                            | Costa d'Avorio                                                            | 0 – 0                                                                     | Portogallo                                                                | Mondiali 2010 - 1º turno                                                  | -                                                                         | 85’                                                                       |
| 21-6-2010                                                                 | Città del Capo                                                            | Portogallo                                                                | 7 – 0                                                                     | Corea del Nord                                                            | Mondiali 2010 - 1º turno                                                  | 1                                                                         | 70’                                                                       |
| 25-6-2010                                                                 | Durban                                                                    | Portogallo                                                                | 0 – 0                                                                     | Brasile                                                                   | Mondiali 2010 - 1º turno                                                  | -                                                                         | 84’                                                                       |
| 29-6-2010                                                                 | Città del Capo                                                            | Spagna                                                                    | 1 – 0                                                                     | Portogallo                                                                | Mondiali 2010 - Ottavi di finale                                          | -                                                                         |                                                                           |
| 3-9-2010                                                                  | Guimarães                                                                 | Portogallo                                                                | 4 – 4                                                                     | Cipro                                                                     | Qual. Euro 2012                                                           | 1                                                                         |                                                                           |
| 7-9-2010                                                                  | Oslo                                                                      | Norvegia                                                                  | 1 – 0                                                                     | Portogallo                                                                | Qual. Euro 2012                                                           | -                                                                         | 62’                                                                       |
| 8-10-2010                                                                 | Porto                                                                     | Portogallo                                                                | 3 – 1                                                                     | Danimarca                                                                 | Qual. Euro 2012                                                           | -                                                                         |                                                                           |
| 12-10-2010                                                                | Reykjavík                                                                 | Islanda                                                                   | 1 – 3                                                                     | Portogallo                                                                | Qual. Euro 2012                                                           | 1                                                                         |                                                                           |
| 17-11-2010                                                                | Lisbona                                                                   | Portogallo                                                                | 4 – 0                                                                     | Spagna                                                                    | Amichevole                                                                | -                                                                         |                                                                           |
| 9-2-2011                                                                  | Ginevra                                                                   | Argentina                                                                 | 2 – 1                                                                     | Portogallo                                                                | Amichevole                                                                | -                                                                         | 79’                                                                       |
| 26-3-2011                                                                 | Leiria                                                                    | Portogallo                                                                | 1 – 1                                                                     | Cile                                                                      | Amichevole                                                                | -                                                                         |                                                                           |
| 29-3-2011                                                                 | Aveiro                                                                    | Portogallo                                                                | 2 – 0                                                                     | Finlandia                                                                 | Amichevole                                                                | -                                                                         | 62’                                                                       |
| 4-6-2011                                                                  | Lisbona                                                                   | Portogallo                                                                | 1 – 0                                                                     | Norvegia                                                                  | Qual. Euro 2012                                                           | -                                                                         |                                                                           |
| 10-8-2011                                                                 | Faro                                                                      | Portogallo                                                                | 5 – 0                                                                     | Lussemburgo                                                               | Amichevole                                                                | -                                                                         | 46’                                                                       |
| 2-9-2011                                                                  | Nicosia                                                                   | Cipro                                                                     | 0 – 4                                                                     | Portogallo                                                                | Qual. Euro 2012                                                           | -                                                                         |                                                                           |
| 7-10-2011                                                                 | Porto                                                                     | Portogallo                                                                | 5 – 3                                                                     | Islanda                                                                   | Qual. Euro 2012                                                           | -                                                                         | 60’                                                                       |
| 11-10-2011                                                                | Copenaghen                                                                | Danimarca                                                                 | 2 – 1                                                                     | Portogallo                                                                | Qual. Euro 2012                                                           | -                                                                         |                                                                           |
| 11-11-2011                                                                | Zenica                                                                    | Bosnia ed Erzegovina                                                      | 0 – 0                                                                     | Portogallo                                                                | Qual. Euro 2012                                                           | -                                                                         | 81’                                                                       |
| 15-11-2011                                                                | Lisbona                                                                   | Portogallo                                                                | 6 – 2                                                                     | Bosnia ed Erzegovina                                                      | Qual. Euro 2012                                                           | -                                                                         | 63’                                                                       |
| 29-2-2012                                                                 | Varsavia                                                                  | Polonia                                                                   | 0 – 0                                                                     | Portogallo                                                                | Amichevole                                                                | -                                                                         |                                                                           |
| 26-5-2012                                                                 | Leiria                                                                    | Portogallo                                                                | 0 – 0                                                                     | Macedonia                                                                 | Amichevole                                                                | -                                                                         | 46’                                                                       |
| 2-6-2012                                                                  | Lisbona                                                                   | Portogallo                                                                | 1 – 3                                                                     | Turchia                                                                   | Amichevole                                                                | -                                                                         | 86’                                                                       |
| 9-6-2012                                                                  | Leopoli                                                                   | Germania                                                                  | 1 – 0                                                                     | Portogallo                                                                | Euro 2012 - 1º turno                                                      | -                                                                         | 80’                                                                       |
| 13-6-2012                                                                 | Leopoli                                                                   | Danimarca                                                                 | 2 – 3                                                                     | Portogallo                                                                | Euro 2012 - 1º turno                                                      | -                                                                         | 29’ 84’                                                                   |
| 17-6-2012                                                                 | Charkiv                                                                   | Portogallo                                                                | 2 – 1                                                                     | Paesi Bassi                                                               | Euro 2012 - 1º turno                                                      | -                                                                         | 72’                                                                       |
| 21-6-2012                                                                 | Varsavia                                                                  | Rep. Ceca                                                                 | 0 – 1                                                                     | Portogallo                                                                | Euro 2012 - Quarti di finale                                              | -                                                                         | 88’                                                                       |
| 27-6-2012                                                                 | Donec'k                                                                   | Portogallo                                                                | 0 – 0 dts (2 – 4 dtr)                                                     | Spagna                                                                    | Euro 2012 - Semifinale                                                    | -                                                                         | 113’                                                                      |
| 15-8-2012                                                                 | Faro                                                                      | Portogallo                                                                | 2 – 0                                                                     | Panama                                                                    | Amichevole                                                                | -                                                                         | 73’                                                                       |
| 7-9-2012                                                                  | Lussemburgo                                                               | Lussemburgo                                                               | 1 – 2                                                                     | Portogallo                                                                | Qual. Mondiali 2014                                                       | -                                                                         | 67’                                                                       |
| 11-9-2012                                                                 | Braga                                                                     | Portogallo                                                                | 3 – 0                                                                     | Azerbaigian                                                               | Qual. Mondiali 2014                                                       | -                                                                         |                                                                           |
| 6-2-2013                                                                  | Guimarães                                                                 | Portogallo                                                                | 2 – 3                                                                     | Ecuador                                                                   | Amichevole                                                                | -                                                                         | 80’                                                                       |
| 22-3-2013                                                                 | Tel Aviv                                                                  | Israele                                                                   | 3 – 3                                                                     | Portogallo                                                                | Qual. Mondiali 2014                                                       | -                                                                         |                                                                           |
| 26-3-2013                                                                 | Baku                                                                      | Azerbaigian                                                               | 0 – 2                                                                     | Portogallo                                                                | Qual. Mondiali 2014                                                       | -                                                                         | 58’                                                                       |
| 7-6-2013                                                                  | Lisbona                                                                   | Portogallo                                                                | 1 – 0                                                                     | Russia                                                                    | Qual. Mondiali 2014                                                       | -                                                                         | 73’                                                                       |
| 6-9-2013                                                                  | Belfast                                                                   | Irlanda del Nord                                                          | 2 – 4                                                                     | Portogallo                                                                | Qual. Mondiali 2014                                                       | -                                                                         | 55’                                                                       |
| 10-9-2013                                                                 | Foxborough                                                                | Brasile                                                                   | 3 – 1                                                                     | Portogallo                                                                | Amichevole                                                                | 1                                                                         |                                                                           |
| 15-10-2013                                                                | Coimbra                                                                   | Portogallo                                                                | 3 – 0                                                                     | Lussemburgo                                                               | Qual. Mondiali 2014                                                       | 1                                                                         | 78’                                                                       |
| 15-11-2013                                                                | Lisbona                                                                   | Portogallo                                                                | 1 – 0                                                                     | Svezia                                                                    | Qual. Mondiali 2014                                                       | -                                                                         | 73’                                                                       |
| 5-3-2014                                                                  | Leiria                                                                    | Portogallo                                                                | 5 – 1                                                                     | Camerun                                                                   | Amichevole                                                                | 1                                                                         | 65’                                                                       |
| 10-6-2014                                                                 | East Rutherford                                                           | Irlanda                                                                   | 1 – 5                                                                     | Portogallo                                                                | Amichevole                                                                | -                                                                         | 65’                                                                       |
| 16-6-2014                                                                 | Salvador                                                                  | Germania                                                                  | 4 – 0                                                                     | Portogallo                                                                | Mondiali 2014 - 1º turno                                                  | -                                                                         |                                                                           |
| 22-6-2014                                                                 | Manaus                                                                    | Stati Uniti                                                               | 2 – 2                                                                     | Portogallo                                                                | Mondiali 2014 - 1º turno                                                  | -                                                                         | 69’                                                                       |
| Totale                                                                    |                                                                           | Presenze                                                                  | 76                                                                        |                                                                           | Reti                                                                      | 10                                                                        |                                                                           |

## Palmarès

### Club

#### Competizioni nazionali
- Campionato portoghese: 4

Porto: 2005-2006, 2006-2007, 2007-2008, 2008-2009
- Supercoppa di Portogallo: 3

Porto: 2006, 2009, 2010
- Coppa del Portogallo: 3

Porto: 2005-2006, 2008-2009, 2009-2010
- Coppa d'Inghilterra: 1

Chelsea: 2011-2012
- Coppa di Turchia: 1

Fenerbahçe: 2012-2013
- Campionato turco: 1

Fenerbahçe: 2013-2014
- Supercoppa di Turchia: 1

Fenerbahçe: 2014

#### Competizioni internazionali
- UEFA Champions League: 1

Chelsea: 2011-2012